# Associazione Calcio Treviso 1975-1976
Questa voce raccoglie le informazioni riguardanti l'Associazione Calcio Treviso nelle competizioni ufficiali della stagione 1975-1976.

## Rosa
| N. |                   | Ruolo | Calciatore           |
| -- | ----------------- | ----- | -------------------- |
|    | Italia (bandiera) | D     | Marino Apostoli      |
|    | Italia (bandiera) | C     | Gianfranco Benatelli |
|    | Italia (bandiera) | D     | Alberto Cavasin      |
|    | Italia (bandiera) | C     | Silvano Colusso      |
|    | Italia (bandiera) | D     | Roberto Cusinato     |
|    | Italia (bandiera) | P     | Renato De Ros        |
|    | Italia (bandiera) | A     | Carlo De Bernardi    |
|    | Italia (bandiera) | D     | Walter Frandoli      |
|    | Italia (bandiera) | P     | Franco Gregorutti    |
|    | Italia (bandiera) | A     | Claudio Lovison      |
|    | Italia (bandiera) | D     | Mauro Melotti        |

| N. |                   | Ruolo | Calciatore          |  |
| -- | ----------------- | ----- | ------------------- |  |
|    | Italia (bandiera) | A     | Mario Musiello      |  |
|    | Italia (bandiera) | C     | Carlo Osellame      |  |
|    | Italia (bandiera) | C     | Giancarlo Pasinato  |  |
|    | Italia (bandiera) | P     | Ermes Paterlini     |  |
|    | Italia (bandiera) | A     | Romero Rombolotto   |  |
|    | Italia (bandiera) | A     | Gianni Salati       |  |
|    | Italia (bandiera) | D     | Roberto Schugur     |  |
|    | Italia (bandiera) |       | Silvestri           |  |
|    | Italia (bandiera) | A     | Agostino Speggiorin |  |
|    | Italia (bandiera) | D     | Giampaolo Tecce     |  |
|    | Italia (bandiera) | C     | Domenico Zambianchi |  |